# Advance and Vanquish
Advance and Vanquish è il secondo album in studio del gruppo heavy metal statunitense 3 Inches of Blood, prodotto nel 2004 dalla Roadrunner Records.

## Tracce
1. Fear on the Bridge (Upon the Boiling Sea I) - 3:15
2. Deadly Sinners - 4:31
3. Revenge is a Vulture - 3:27
4. Dominon of Deceit - 4:18
5. Premonition of Pain - 4:35
6. Lord of the Storm (Upon the Boiling Sea II) - 5:16
7. Wykydtron - 3:53
8. Swordmaster - 4:25
9. Axes of Evil - 4:29
10. Crazy Nights - 3:18
11. Destroy the Orcs - 2:21
12. The Phantom in the Crimson Cloak - 3:11
13. Isle of Eternal Despair (Upon the Boiling Sea III) - 3:54

## Formazione
- Cam Pipes - voce
- Jamie Hooper - voce
- Brian Redman - basso
- Bobby Froese - batteria
- Justin Hagberg - chitarra
- Sunny Dhak - chitarra